# Violinkonzert (Dvořák)

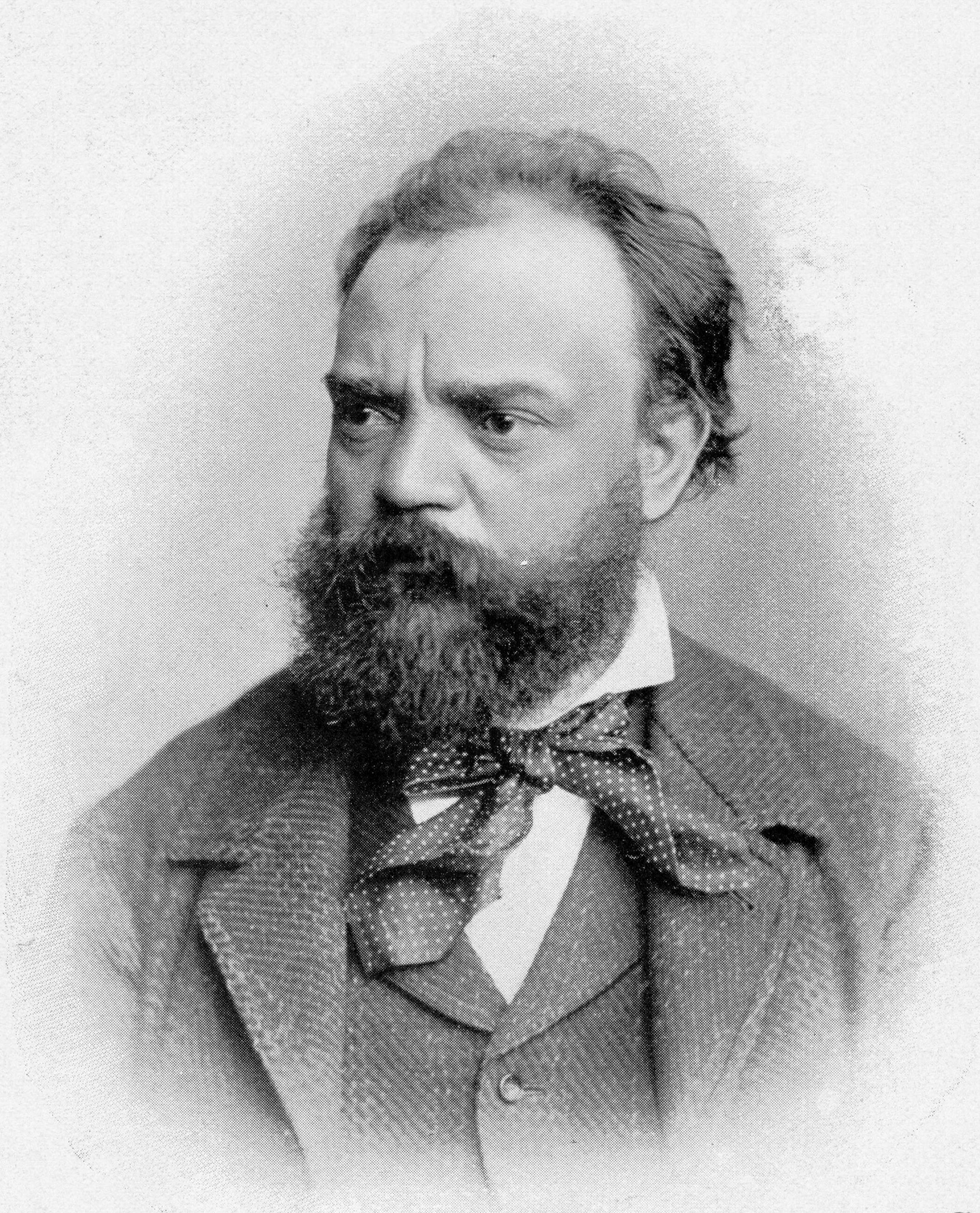
Antonín Dvořák, Fotografie von 1886

Das Violinkonzert a-moll op. 53 ist das einzige Violinkonzert des böhmischen Komponisten Antonín Dvořák.

## Entstehung
Dvořák begann mit der Komposition im Jahr 1879 auf Anregung seines Verlegers Fritz Simrock, der nach dem Erfolg von Dvořák´s „Slawische Tänze“ (op. 46) beim Komponisten anfragte: „Wollen Sie mir ein Violinkonzert schreiben? Recht originell, kantilenenreich und für gute Geiger? Bitte ein Wort!“.
Im selben Jahr lernte Dvořák den Geiger Joseph Joachim kennen, widmete ihm das Konzert und schickte ihm im Spätsommer 1879 eine erste Fassung zur Begutachtung. Joachim machte sogleich einige anlage- und geigentechnische Änderungsvorschläge. Dvořák hatte, wie er an Simrock schrieb, daraufhin „das ganze Concert umgearbeitet, nicht einen einzigen Takt habe ich behalten“. Diesmal kam es erst zwei Jahre später, 1882, zu einer Reaktion durch Joachim, der das Werk kürzte und Änderungen an der Instrumentation vornahm.

## Satzbezeichnungen
1. Allegro ma non troppo
2. Adagio ma non troppo
3. Finale: Allegro giocoso, ma non troppo

## Zur Musik
Der erste Satz in a-Moll hat zwar nicht die übliche Form und Ausdehnung anderer erster Sätze romantischer Violinkonzerte, bietet dennoch eine überbordende Fülle an höchst virtuosen Passagen einerseits und sehr gesanglich gestalteten Abschnitten andererseits. Er ist eine Kombination aus Sonatenform und Rondo. Das vom Orchestertutti vorgetragene Hauptthema ist von slawischem Charakter und wird bereits im fünften Takt von der Solovioline aufgegriffen. Ihm folgt ein kantables Seitenthema. Es folgt die Durchführung, die (anders als in Dvořáks Klavierkonzert) nur wenig motivisch-thematische Arbeit enthält. Der 1. Satz endet mit einer nur ansatzweise vorhandenen Reprise und fließt mit einer 13-taktigen Überleitung ohne Unterbrechung in den zweiten Satz.
Dieser langsame Satz ist der eigentliche Hauptteil des Konzertes. Er steht in F-Dur, ist von ungewöhnlich opulenter Länge und in einem singenden liedhaften Charakter gehalten. Nur zweimal wird diese Idylle durch dramatische Einwürfe unterbrochen.
Der dritte Satz ist Sonatensatz und Rondo zugleich. In strahlendem A-Dur zeichnet ein Furiant Bilder eines ausgelassenen Festes. Kurz drängt sich eine schwermütige Dumka in d-Moll dazwischen, bevor der Furiant zurückkehrt und das Konzert mit einer virtuosen Coda beschließt.

## Wirkung
Joseph Joachim führte das Konzert zunächst intern an der Berliner Musikhochschule auf, deren Direktor er war. Zu einer öffentlichen Aufführung des Konzerts durch Joachim kam es nie; die Gründe dafür sind unbekannt. Stattdessen übernahm Dvořáks Freund František Ondříček den Solopart bei der Uraufführung am 14. Oktober 1883 am Prager Nationaltheater; Dirigent war Mořic Anger. Die Uraufführung wurde ebenso ein Erfolg wie eine spätere Aufführung des Konzerts am 2. Dezember 1883 in Wien.

## Diskografie (Auswahl)
- Hilary Hahn, hr-Sinfonieorchester Frankfurt, Andrés Orozco-Estrada, 2022 (Deutsche Grammophon)
- Augustin Hadelich, Symphonieorchester des Bayerischen Rundfunks, Daniel Harding, 2018/2020 (Warner Classics)
- Frank Peter Zimmermann, Tschechische Philharmonie, Jiří Bělohlávek, 2014 (Decca)
- Anne-Sophie Mutter, Berliner Philharmoniker, Manfred Honeck, 2013 (Deutsche Grammophon)
- Hrachya Avanesyan (* 1986), Sinfonia Varsovia, Augustin Dumay, 2012 (FugaLibera)
- Julia Fischer, Tonhalle-Orchester Zürich, David Zinman, 2012 (Decca)
- Liza Ferschtman, Netherlands Philharmonic Orchestra, Mario Venzago, 2010 (Challenge), SACD
- Jack Liebeck (* 1980), Royal Scottish National Orchestra, Garry Walker, 2007 (Sony)
- Isabelle Faust, Prague Philharmonia, Jiří Bělohlávek, 2004 (Harmonia Mundi France)
- Frank Peter Zimmermann, Philharmonia Orchestra, Franz Welser-Möst, 1993 (EMI)
- Josef Suk, Tschechische Philharmonie, Václav Neumann, 1978 (Supraphon)
- Itzhak Perlman, London Philharmonic Orchestra, Daniel Barenboim, 1974 (EMI)
- Nathan Milstein, New Philharmonia Orchestra, Rafael Frühbeck de Burgos, 1966 (EMI)
- Johanna Martzy (1924–1979), RIAS-Symphonie-Orchester Berlin, Ferenc Fricsay, 1953 (Deutsche Grammophon), LP (mono)
- Nathan Milstein, Minneapolis Symphony Orchestra, Antal Doráti, 1951 (RCA Victor)
- David Oistrach, Sinfonieorchester der Moskauer Staatlichen Philharmonie, Kyrill Kondraschin, 1949 (Melodija/Ariola-Eurodisc), LP
- Ida Haendel, National Symphony Orchestra, Karl Rankl, 1947 (Decca)
- Váša Příhoda, Dresdner Philharmonie, Paul van Kempen, 1943 (Deutsche Grammophon)
- Georg Kulenkampff, Berliner Philharmoniker, Eugen Jochum, 1941 (Telefunken)
- Yehudi Menuhin, Orchestre de la Société des Concerts du Conservatoire, George Enescu, 1936 (HMV) (erste Schallplattenaufnahme des Werkes)